# Bruckberg (Mittelfranken)
Bruckberg este o comună aflată în districtul Ansbach, landul Bavaria, Germania.